# Singhiella tetrastigmae
Singhiella tetrastigmae là một loài côn trùng cánh nửa trong họ Aleyrodidae, phân họ Aleyrodinae.
Singhiella tetrastigmae được Takahashi miêu tả khoa học đầu tiên năm 1934.